# Чемпіонат Європи з водних видів спорту 2010
Чемпіонат Європи з водних видів спорту 2010 тривав 4–15 серпня 2010 в Будапешті та Балатонфюреді (Угорщина). Це вже вчетверте Будапешт приймав ці змагання, після 1926, 1958 і 2006 років. Розіграно нагороди з плавання, стрибків у воду, синхронного плавання і плавання на відкритій воді.
Чемпіонат Європи з водного поло 2010 відбувся окремо, 29 серпня — 11 вересня в Загребі (Хорватія).

## Розклад
Строки проведення змагань:
- Плавання: 9–15 серпня[3]
- Стрибки у воду: 10–15 серпня (показові змагання 9 серпня)[4]
- Синхронне плавання: 4–8 серпня[5]
- Плавання на відкритій воді: 4–8 серпня (в Балатоні, на околицях Балатонфюреда)[6]

## Таблиця медалей
*   Країна-господарка ( Угорщина)
| Місце                | Країна               | Золото | Срібло | Бронза | Загалом |
| -------------------- | -------------------- | ------ | ------ | ------ | ------- |
| 1                    | Росія                | 13     | 7      | 8      | 28      |
| 2                    | Німеччина            | 8      | 9      | 3      | 20      |
| 3                    | Франція              | 8      | 8      | 7      | 23      |
| 4                    | Велика Британія      | 6      | 6      | 7      | 19      |
| 5                    | Італія               | 6      | 5      | 6      | 17      |
| 6                    | Угорщина*            | 6      | 4      | 4      | 14      |
| 7                    | Швеція               | 3      | 4      | 4      | 11      |
| 8                    | Україна              | 3      | 2      | 4      | 9       |
| 9                    | Данія                | 2      | 2      | 2      | 6       |
| 10                   | Іспанія              | 1      | 4      | 4      | 9       |
| 11                   | Нідерланди           | 1      | 2      | 4      | 7       |
| 12                   | Норвегія             | 1      | 2      | 0      | 3       |
| 13                   | Греція               | 1      | 1      | 3      | 5       |
| 14                   | Білорусь             | 1      | 1      | 2      | 4       |
| 15                   | Польща               | 1      | 0      | 1      | 2       |
| 16                   | Австрія              | 0      | 2      | 0      | 2       |
| 17                   | Ірландія             | 0      | 1      | 0      | 1       |
| 17                   | Румунія              | 0      | 1      | 0      | 1       |
| 17                   | Фарерські острови    | 0      | 1      | 0      | 1       |
| 20                   | Ізраїль              | 0      | 0      | 2      | 2       |
| Загалом (20 збірних) | Загалом (20 збірних) | 61     | 62     | 61     | 184     |

## Плавання

### Таблиця медалей
| Місце                | Країна               | Золото | Срібло | Бронза | Загалом |
| -------------------- | -------------------- | ------ | ------ | ------ | ------- |
| 1                    | Франція              | 8      | 7      | 6      | 21      |
| 2                    | Росія                | 7      | 4      | 1      | 12      |
| 3                    | Велика Британія      | 6      | 6      | 6      | 18      |
| 4                    | Угорщина             | 6      | 4      | 3      | 13      |
| 5                    | Швеція               | 3      | 3      | 4      | 10      |
| 6                    | Німеччина            | 2      | 5      | 2      | 9       |
| 7                    | Данія                | 2      | 2      | 2      | 6       |
| 8                    | Італія               | 2      | 0      | 4      | 6       |
| 9                    | Норвегія             | 1      | 2      | 0      | 3       |
| 10                   | Білорусь             | 1      | 1      | 0      | 2       |
| 11                   | Іспанія              | 1      | 0      | 3      | 4       |
| 12                   | Польща               | 1      | 0      | 1      | 2       |
| 13                   | Нідерланди           | 0      | 2      | 4      | 6       |
| 14                   | Австрія              | 0      | 2      | 0      | 2       |
| 15                   | Ірландія             | 0      | 1      | 0      | 1       |
| 15                   | Румунія              | 0      | 1      | 0      | 1       |
| 15                   | Фарерські острови    | 0      | 1      | 0      | 1       |
| 18                   | Ізраїль              | 0      | 0      | 2      | 2       |
| 19                   | Греція               | 0      | 0      | 1      | 1       |
| Загалом (19 збірних) | Загалом (19 збірних) | 40     | 41     | 39     | 120     |

### Результати

#### Чоловіки
| Дисципліна                      | Золото | Золото     | Срібло | Срібло   | Бронза | Бронза   |
| ------------------------------- | --- | ---------- | --- | -------- | --- | -------- |
| 50 м вільним стилем             | Фредерік Буске                                                                                                 | 21.49      | Стефан Нюстранд                                                                                              | 21.69    | Фаб'ян Жіло | 21.76    |
| 100 м вільним стилем            | Ален Бернар | 48.49      | Євген Лагунов                                                                                                | 48.52    | Вільям Мейнар | 48.56    |
| 200 м вільним стилем            | Пауль Бідерманн                                                                                                | 1:46.06    | Микита Лобінцев                                                                                              | 1:46.51  | Себастіан Версхюрен                                                                                                | 1:46.91  |
| 400 м вільним стилем            | Яннік Аньєль                                                                                                   | 3:46.17    | Пауль Бідерманн                                                                                              | 3:46.30  | Гердьо Кіш | 3:48.14  |
| 800 м вільним стилем            | Себастьєн Руо                                                                                                  | 7:48.28 CR | Крістіан Кубуш                                                                                               | 7:49.12  | Самуель Піццетті                                                                                                   | 7:49.94  |
| 1500 м вільним стилем           | Себастьєн Руо                                                                                                  | 14:55.17   | Пел Йонсен                                                                                                   | 14:56.90 | Самуель Піццетті                                                                                                   | 14:59.76 |
|                                 | |            | |          | |          |
| 50 м на спині                   | Каміль Лакур                                                                                                   | 24.07 CR   | Лаєм Тенкок                                                                                                  | 24.70    | Гай Барнеа | 25.04    |
| 100 м на спині                  | Каміль Лакур                                                                                                   | 52.11 ER   | Жеремі Страв'юс                                                                                              | 53.44    | Лаєм Тенкок | 53.86    |
| 200 м на спині                  | Донець Станіслав Юрійович                                                                                      | 1:57.18    | Маркус Роган                                                                                                 | 1:57.31  | Бенжамін Стасюліс                                                                                                  | 1:57.37  |
|                                 | |            | |          | |          |
| 50 м брасом                     | Фабіо Скоццолі                                                                                                 | 27.38      | Драгош Агаке                                                                                                 | 27.47 NR | Леннарт Стекеленбург                                                                                               | 27.51    |
| 100 м брасом                    | Александер Дале Оен                                                                                            | 59.20 CR   | Юг Дюбоск | 1:00.15  | Фабіо Скоццолі | 1:00.41  |
| 200 м брасом                    | Даніел Дьюрта                                                                                                  | 2:08.95 CR | Александер Дале Оен                                                                                          | 2:09.68  | Юг Дюбоск | 2:11.03  |
|                                 | |            | |          | |          |
| 50 м батерфляєм                 | Рафаель Муньйос                                                                                                | 23.17      | Фредерік Буске                                                                                               | 23.41    | Євген Коротишкін                                                                                                   | 23.43    |
| 100 м батерфляєм                | Євген Коротишкін                                                                                               | 51.73 CR   | Йорі Верлінден                                                                                               | 51.82    | Конрад Черняк | 52.16    |
| 200 м батерфляєм                | Павел Коженьовський                                                                                            | 1:55.00    | Микола Скворцов                                                                                              | 1:56.13  | Іоанніс Дрімонакос                                                                                                 | 1:57.10  |
|                                 | |            | |          | |          |
| 200 м комплексом                | Ласло Чех | 1:57.73 CR | Маркус Роган                                                                                                 | 1:58.03  | Джозеф Робак | 1:59.46  |
| 400 м комплексом                | Ласло Чех | 4:10.95    | Давид Веррасто                                                                                               | 4:12.96  | Гал Нево | 4:15.10  |
|                                 | |            | |          | |          |
| Естафета 4×100 м вільним стилем | Росія Євген Лагунов (48.23) Андрій Гречин (48.38) Микита Лобінцев (47.98) Данило Ізотов (47.87)                | 3:12.46 CR | Франція Фаб'ян Жіло (48.47) Яннік Аньєль (48.23) Вільям Мейнар (47.89) Ален Бернар (48.70)                   | 3:13.29  | Швеція Стефан Нюстранд (49.24) Ларс Фреландер (48.34) Робін Андреассон (49.18) Юнас Перссон (48.31)                | 3:15.07  |
| Естафета 4×200 м вільним стилем | Росія Микита Лобінцев (1:45.93) Данило Ізотов (1:45.74) Сергій Перунін (1:47.98) Олександр Сухоруков (1:47.06) | 7:06.71 CR | Німеччина Пауль Бідерманн (1:45.47) Тім Валльбургер (1:47.55) Робін Бакгаус (1:48.28) Клеменс Рапп (1:46.83) | 7:08.13  | Франція Яннік Аньєль (1:45.83) Клеман Лефер (1:48.63) Анттон Арамбуре (1:49.80) Жеремі Страв'юс (1:45.44)          | 7:09.70  |
|                                 | |            | |          | |          |
| Естафета 4×100 м комплексом     | Франція Каміль Лакур (52.46) Юг Дюбоск (59.67) Фредерік Буске (51.84) Фаб'ян Жіло (47.35)                      | 3:31.32 CR | Росія Станіслав Донець (54.19) Роман Слуднов (59.97) Євген Коротишкін (51.27) Євген Лагунов (47.86)          | 3:33.29  | Нідерланди Нік Дріберген (54.48) Леннарт Стекеленбург (1:00.79) Йорі Верлінден (51.40) Себастіан Версхюрен (47.32) | 3:33.99  |

#### Жінки
| Дисципліна                      | Золото | Золото     | Срібло | Срібло   | Бронза | Бронза   |
| ------------------------------- | --- | ---------- | --- | -------- | --- | -------- |
| 50 м вільним стилем             | Тереза Альсгаммар                                                                                          | 24.45      | Гінкелін Схредер                                                                                              | 24.66    | Франческа Голсолл                                                                                                 | 24.67    |
| 100 м вільним стилем            | Франческа Голсолл                                                                                          | 53.58      | Олександра Герасименя                                                                                         | 53.82    | Фемке Гемскерк | 54.12    |
| 200 м вільним стилем            | Федеріка Пеллегріні                                                                                        | 1:55.45 CR | Зільке Ліппок                                                                                                 | 1:56.98  | Агнеш Мутіна | 1:57.12  |
| 400 м вільним стилем            | Ребекка Едлінгтон                                                                                          | 4:04.55    | Офелі-Сірієлль Етьєн                                                                                          | 4:05.40  | Лотте Фрійс | 4:07.10  |
| 800 м вільним стилем            | Лотте Фрійс                                                                                                | 8:23.27    | Офелі-Сірієлль Етьєн                                                                                          | 8:24.00  | Федеріка Пеллегріні                                                                                               | 8:24.99  |
| 1500 м вільним стилем           | Лотте Фрійс                                                                                                | 15:59.13   | Ґрейнн Мерфі                                                                                                  | 16:02.29 | Еріка Вільяесіха Гарсія                                                                                           | 16:05.08 |
|                                 | |            | |          | |          |
| 50 м на спині                   | Олександра Герасименя                                                                                      | 27.64 CR   | Даніела Самульскі                                                                                             | 27.99    | Мерседес Періс | 28.01    |
| 100 м на спині                  | Джемма Споффорт                                                                                            | 59.80      | Елізабет Сіммондс                                                                                             | 1:00.19  | Дженні Менсінг | 1:00.72  |
| 200 м на спині                  | Елізабет Сіммондс                                                                                          | 2:07.04    | Джемма Споффорт                                                                                               | 2:08.25  | Дуане да Роча Марсе                                                                                               | 2:10.46  |
|                                 | |            | |          | |          |
| 50 м брасом                     | Юлія Єфімова                                                                                               | 30.29 CR   | Кейт Гейвуд                                                                                                   | 31.12    | Дженні Юханссон                                                                                                   | 31.24    |
| 100 м брасом                    | Юлія Єфімова                                                                                               | 1:06.32 CR | Рікке Меллер Педерсен Дженні Юханссон                                                                         | 1:07.36  | |          |
| 200 м брасом                    | Анастасія Чаун                                                                                             | 2:23.50 CR | Сара Норденстам                                                                                               | 2:24.42  | Рікке Меллер Педерсен                                                                                             | 2:24.99  |
|                                 | |            | |          | |          |
| 50 м батерфляєм                 | Тереза Альсгаммар                                                                                          | 25.63      | Джанетт Оттесен                                                                                               | 25.69    | Мелані Енік | 26.09    |
| 100 м батерфляєм                | Сара Шестрем                                                                                               | 57.32      | Франческа Голсолл                                                                                             | 57.40    | Тереза Альсгаммар                                                                                                 | 57.80    |
| 200 м батерфляєм                | Катінка Хоссу                                                                                              | 2:06.71    | Жужанна Якабош                                                                                                | 2:07.06  | Еллен Ганді | 2:07.54  |
|                                 | |            | |          | |          |
| 200 м комплексом                | Катінка Хоссу                                                                                              | 2:10.09 CR | Евелін Веррасто                                                                                               | 2:10.10  | Ганна Майлі | 2:10.89  |
| 400 м комплексом                | Ганна Майлі                                                                                                | 4:33.09 CR | Катінка Хоссу                                                                                                 | 4:36.43  | Жужанна Якабош | 4:37.92  |
|                                 | |            | |          | |          |
| Естафета 4×100 м вільним стилем | Німеччина Даніела Самульскі (54.91) Зільке Ліппок (53.78) Ліза Фіттінг (55.06) Даніела Шрайбер (53.97)     | 3:37.72    | Велика Британія Емі Сміт (54.48) Франческа Голсолл (53.05) Джессіка Сільвестер (55.36) Джоенн Джексон (55.68) | 3:38.57  | Швеція Юзефіна Ліллгаге (55.01) Тереза Альсгаммар (54.09) Сара Шестрем (53.77) Габріелла Фагундес (55.94)         | 3:38.81  |
| Естафета 4×200 м вільним стилем | Угорщина Агнеш Мутіна (1:57.27) Естер Дара (1:59.88) Катінка Хоссу (1:58.60) Евелін Веррасто (1:56.77)     | 7:52.49    | Франція Коралі Балмі (1:58.53) Офелі-Сірієлль Етьєн (1:57.21) Марго Фаррелл (2:00.04) Камій Мюффа (1:56.91)   | 7:52.69  | Велика Британія Ребекка Едлінгтон (2:00.09) Язмін Карлін (1:57.85) Ганна Майлі (1:58.90) Джоенн Джексон (1:58.25) | 7:55.29  |
|                                 | |            | |          | |          |
| Естафета 4×100 м комплексом     | Велика Британія Джемма Споффорт (1:00.39) Кейт Гейвуд (1:07.50) Франческа Голсолл (57.49) Емі Сміт (54.37) | 3:59.72    | Швеція Генріетте Стенквіст (1:01.96) Йоліна Хестман (1:07.69) Тереза Альсгаммар (57.80) Сара Шестрем (53.73)  | 4:01.18  | Німеччина Дженні Менсінг (1:01.76) Кароліне Рунау (1:08.06) Даніела Самульскі (59.26) Зільке Ліппок (54.14)       | 4:03.22  |

## Стрибки у воду

### Таблиця медалей
| Місце               | Країна              | Золото | Срібло | Бронза | Загалом |
| ------------------- | ------------------- | ------ | ------ | ------ | ------- |
| 1                   | Німеччина           | 5      | 3      | 0      | 8       |
| 2                   | Україна             | 2      | 2      | 0      | 4       |
| 3                   | Італія              | 2      | 1      | 0      | 3       |
| 4                   | Росія               | 1      | 3      | 5      | 9       |
| 5                   | Швеція              | 0      | 1      | 0      | 1       |
| 6                   | Білорусь            | 0      | 0      | 2      | 2       |
| 7                   | Іспанія             | 0      | 0      | 1      | 1       |
| 7                   | Велика Британія     | 0      | 0      | 1      | 1       |
| 7                   | Угорщина            | 0      | 0      | 1      | 1       |
| Загалом (9 збірних) | Загалом (9 збірних) | 10     | 10     | 10     | 30      |

### Результати

#### Чоловіки
| Дисципліна               | Золото                      | Золото | Срібло                       | Срібло | Бронза                         | Бронза |
| ------------------------ | --------------------------- | ------ | ---------------------------- | ------ | ------------------------------ | ------ |
| Трамплін, 1 м            | Ілля Кваша                  | 433.90 | Патрік Гаусдінґ              | 430.25 | Хав'єр Ільяна                  | 414.35 |
| Трамплін, 3 м            | Патрік Гаусдінґ             | 463.20 | Ілля Захаров                 | 458.15 | Євген Кузнецов                 | 455.80 |
| Синхронний трамплін, 3 м | Ілля Кваша Олексій Пригоров | 431.67 | Штефан Фек Патрік Гаусдінґ   | 427.95 | Дмитро Саутін Юрій Кунаков     | 410.43 |
| Вишка, 10 м              | Саша Кляйн                  | 534.85 | Патрік Гаусдінґ              | 516.45 | Вадим Каптур                   | 515.80 |
| Синхронна вишка, 10 м    | Саша Кляйн Патрік Гаусдінґ  | 478.11 | Віктор Мінібаєв Ілля Захаров | 466.95 | Тимофій Гордейчик Вадим Каптур | 426.03 |

#### Жінки
| Дисципліна               | Золото                          | Золото | Срібло                           | Срібло | Бронза                                  | Бронза |
| ------------------------ | ------------------------------- | ------ | -------------------------------- | ------ | --------------------------------------- | ------ |
| Трамплін, 1 м            | Таня Каньотто                   | 299.70 | Анна Ліндберґ                    | 293.70 | Анастасія Позднякова                    | 282.65 |
| Трамплін, 3 м            | Надія Бажина                    | 324.10 | Анастасія Позднякова             | 316.40 | Нора Барта                              | 291.75 |
| Синхронний трамплін, 3 м | Таня Каньотто Франческа Даллапе | 327.90 | Олена Федорова Ганна Письменська | 312.00 | Анастасія Позднякова Світлана Філіппова | 307.50 |
| Вишка, 10 м              | Крістін Штоєр                   | 354.50 | Ноемі Баткі                      | 343.80 | Юлія Колтунова                          | 340.45 |
| Синхронна вишка, 10 м    | Крістін Штоєр Нора Субшінскі    | 319.68 | Юлія Прокопчук Аліна Чапленко    | 306.30 | Монік Ґледдінґ Меґан Сільвестер         | 300.66 |

#### Командні змагання
| Дисципліна        | Золото                   | Золото | Срібло                      | Срібло | Бронза                   | Бронза |
| ----------------- | ------------------------ | ------ | --------------------------- | ------ | ------------------------ | ------ |
| Командні змагання | Крістін Штоєр Саша Кляйн | 398.15 | Юлія Колтунова Ілля Захаров | 396.35 | Клер Фебвай Меттью Россе | 381.00 |

Це були тестові змагання, що не увійшли до медального заліку.

## Синхронне плавання

### Таблиця медалей
| Місце              | Країна             | Золото | Срібло | Бронза | Загалом |
| ------------------ | ------------------ | ------ | ------ | ------ | ------- |
| 1                  | Росія              | 4      | 0      | 0      | 4       |
| 2                  | Іспанія            | 0      | 4      | 0      | 4       |
| 3                  | Україна            | 0      | 0      | 4      | 4       |
| Загалом (3 збірні) | Загалом (3 збірні) | 4      | 4      | 4      | 12      |

### Результати
| Дисципліна | Золото | Золото | Срібло | Срібло | Бронза | Бронза |
| ---------- | --- | ------ | --- | ------ | --- | ------ |
| Соло       | Наталія Іщенко | 98.900 | Тіна Фуентес | 96.600 | Лоліта Ананасова | 93.000 |
| Дуети      | Наталія Іщенко Світлана Ромашина | 98.700 | Она Карбонелл Тіна Фуентес | 96.700 | Дар'я Юшко Ксенія Сидоренко | 93.400 |
| Групи      | Наталія Іщенко Ельвіра Хасянова Дарія Коробова Олександра Пацкевич Світлана Ромашина Алла Шишкіна Анжеліка Тіманіна Олександра Зуєва                                 | 99.000 | Клара Басьяна Альба Кабельйо Она Карбонелл Маргаліда Креспі Тіна Фуентес Таїс Енрікес Паула Кламбург Крістіна Сальвадор                                | 96.900 | Лоліта Ананасова Інга Гіллер Олена Гречихіна Юлія Мар'янко Олександра Сабада Катерина Садурська Ксенія Сидоренко Анна Волошина                             | 92.800 |
| Комбінація | Анастасія Єрмакова Наталія Іщенко Ельвіра Хасянова Дарія Коробова Ольга Кужела Олександра Пацкевич Світлана Ромашина Алла Шишкіна Анжеліка Тіманіна Олександра Зуєва | 98.300 | Клара Басьяна Альба Кабельйо Она Карбонелл Маргаліда Креспі Тіна Фуентес Таїс Енрікес Паула Кламбург Ірен Монтруккіо Ірина Родрігес Крістіна Сальвадор | 97.000 | Лоліта Ананасова Інга Гіллер Олена Гречихіна Дар'я Юшко Ольга Кондрашова Юлія Мар'янко Олександра Сабада Катерина Садурська Ксенія Сидоренко Анна Волошина | 94.100 |

## Плавання на відкритій воді

### Таблиця медалей
| Місце               | Країна              | Золото | Срібло | Бронза | Загалом |
| ------------------- | ------------------- | ------ | ------ | ------ | ------- |
| 1                   | Італія              | 2      | 4      | 2      | 8       |
| 2                   | Греція              | 1      | 1      | 2      | 4       |
| 3                   | Німеччина           | 1      | 1      | 1      | 3       |
| 4                   | Росія               | 1      | 0      | 2      | 3       |
| 5                   | Нідерланди          | 1      | 0      | 0      | 1       |
| 5                   | Україна             | 1      | 0      | 0      | 1       |
| 7                   | Франція             | 0      | 1      | 1      | 2       |
| Загалом (7 збірних) | Загалом (7 збірних) | 7      | 7      | 8      | 22      |

### Результати

#### Чоловіки
| Дисципліна | Золото        | Золото    | Срібло          | Срібло    | Бронза                           | Бронза    |
| ---------- | ------------- | --------- | --------------- | --------- | -------------------------------- | --------- |
| 5 км       | Лука Ферретті | 58:43.4   | Сімоне Ерколі   | 59:00.5   | Сімоне Руффіні Спірідон Янніотіс | 59:15.1   |
| 10 км      | Томас Лурц    | 1:54:22.5 | Валеріо Клері   | 1:54:25.8 | Євген Дратцев                    | 1:54:26.6 |
| 25 км      | Валеріо Клері | 5:16:38.3 | Бертран Вантюрі | 5:16:54.7 | Жоан Едель                       | 5:18:57.6 |

#### Жінки
| Дисципліна | Золото                 | Золото    | Срібло            | Срібло    | Бронза            | Бронза    |
| ---------- | ---------------------- | --------- | ----------------- | --------- | ----------------- | --------- |
| 5 км       | Катерина Селівьорстова | 1:02:34.7 | Калліопі Араузу   | 1:02:37.3 | Маріанна Лімперта | 1:02:41.3 |
| 10 км      | Лінсі Гейстер          | 2:01:06.7 | Джорджа Консільйо | 2:01:07.6 | Ангела Маурер     | 2:01:08.2 |
| 25 км      | Ольга Береснєва        | 5:48:10.2 | Ангела Маурер     | 5:48:10.3 | Мартіна Грімальді | 5:48:30.8 |

#### Змішані змагання
| Дисципліна              | Золото                                              | Золото | Срібло                                    | Срібло  | Бронза                                            | Бронза  |
| ----------------------- | --------------------------------------------------- | ------ | ----------------------------------------- | ------- | ------------------------------------------------- | ------- |
| Командні змагання, 5 км | Калліопі Араузу Антоніос Фокаїдіс Спірідон Янніотіс | 59:03  | Ракеле Бруні Сімоне Ерколі Сімоне Руффіні | 59:55.6 | Сергій Большаков Анна Гусєва Данило Серебренніков | 59:59.5 |